# Sarcy
Sarcy település Franciaországban, Marne megyében. Lakosainak száma 268 fő (2022. január 1.). Sarcy Chambrecy, Aubilly, Bligny, Poilly és Ville-en-Tardenois községekkel határos.

## Népesség
A település népessége az elmúlt években az alábbi módon változott:
| Lakosok száma | 179  | 220  | 220  | 247  | 242  | 244  | 254  | 269  | 269  | 268  |
|               | 1968 | 1982 | 1990 | 2006 | 2013 | 2015 | 2017 | 2019 | 2020 | 2022 |